# Zgodnja Danica
Zgodnja danica je bil katoliški cerkveni časopis, ki je od leta 1848 oziroma 1849 do 1902 izhajal v Ljubljani.
Časopis je začel izhajati že leta 1848, a se je sprva imenoval Slovenski cerkveni časopis. Z letom 1849 dobi ime Zgodnja danica. Kasneje je nosil tudi ime Danica. 
V času Bachovega absolutizma je bilo dovoljeno izhajanje le Kmetijsko rokodelskim novicam in Zgodnji danici, ki pa sta se morala omejiti na strokovne, kulturne in verske teme. Časopisi, ki bi med Slovenci spodbujali čut nacionalne pripadnosti, so bili tedaj prepovedani.
Zgodnjo danico je urejal tudi Luka Jeran, ki je katolištvo križal s področjem politike. Svoje poglede na svet je oblikoval v skladu z nazori tedanjega škofa Antona Martina Slomška, ki je slovenščino podpiral, nasprotoval pa je revoluciji, liberalizmu in zahteval podrejanje pravilom katoliškega življenja. Jeran je v Zgodnji danici predstavljal klerikalna in ultramontanska (pretirano podpiranje papeža) prepričanja. Sam je v Danici objavljal pesmi ter versko obarvana besedila.
Jeran se s svojimi pogledi ni ravno priljubil med mlajšimi in liberalnejšimi Slovenci. Predvsem slovenski študentje na Dunaju so se upirali pretirani prevladi duhovščine. Tako je Fran Levec leta 1870 na seji enega študentskih odborov ostro nastopil proti delu klerikalne oblasti (mišljen je bil predvsem Luka Jeran), ki je s pretiranim moraliziranjem zaustavljal svobodnejše razvijanje literature. 